# 天文義論
『天文義論』（てんもんぎろん）とは、江戸時代の天文書。正徳2年（1712年）に長崎の西川如見によって著された。両儀集説外記（りょうぎしゅうせつげき）とも。上下の全2巻2冊。
中国と西洋の天文学を批判的に比較しながら、設問形式で自説を織り込んで解説しており、両者劣るところなしとするものの、中国側に好意的な記述が含まれているとされる。中国天文学の根底にある命理と形気の天学について説き起こし、地円説、九天説、日月の大きさと本体の性質、星座、暦学などの諸問題について、伝統的な中国天文学と『天経或問』などの西洋天文学の漢訳書の比較を行っている。西洋天文学の日本への本格的な導入直前の研究書であり、当時の日本における中国天文学の受容の全容が明らかにされている。また、長崎を中心に広く読まれたとされ、後世の長崎を発祥とする蘭学の本格導入に影響を与えたとも言われている。
如見はこの前に刊行された『両儀集説』においても、末巻にて中国と西洋の天文学の比較を行っており、その部分を中心とし、自説をも盛り込んだ別冊の詳細本である。